# Eschershausen
Eschershausen település Németországban, azon belül Alsó-Szászország tartományban. Lakosainak száma 3568 fő (2023. december 31.).

## Népesség
A település népességének változása:
| Lakosok száma | 3469 | 3474 | 3490 | 3488 | 3644 | 3568 |
|               | 2016 | 2017 | 2019 | 2021 | 2022 | 2023 |